# Niagara Falls (Canada)
Niagara Falls è una città canadese di 88 071 abitanti (2016) situata nella provincia dell'Ontario lungo la sponda del fiume Niagara in corrispondenza delle omonime cascate. Essa è separata, dal fiume, dalla città gemella statunitense ed è stata riconosciuta dalla provincia dell'Ontario il 12 giugno 1903.

## Storia
Prima dell'arrivo degli europei, la regione di Niagara Falls era abitata da vari popoli parlanti le lingue irochesi, subendo frequenti incursioni dagli Haudenosaunee e dai Seneca, che uccisero una gran parte di loro. Gli Haudenosaunee si stabilirono nella regione fino al XVII secolo, quando entrarono in contatto con gli europei. Nello stesso periodo, gli europei fondarono alcuni insediamenti nella regione. Louis Hennepin, un prete e missionario francese, è considerato il primo europeo ad aver visitato la regione, negli anni 1670. I coloni francesi si stabilirono nella parte meridionale del Canada, in un'area che può essere compresa tra l'Atlantico, il Québec e Montréal.
Nel 1782 la regione venne mappata con il nome di Township Number 2, così come il Monte Dorchester che prese il nome da Guy Carleton, I barone di Dorchester. I primi coloni della Township Number 2 furono Philip George Bender e Thomas McMicken. Il numero degli abitanti della regione aumentò durante e dopo la guerra d'indipendenza americana, grazie anche alla corona britannica che promise la cessione di terreni ai Lealisti per aumentare il numero di abitanti nella parte superiore del Canada, in seguito alla sconfitta della guerra che ha portato all'indipendenza degli Stati Uniti. Uno di questi, Robert Land, ricevette 81 ettari, ed è stato il primo colono di origine europea a stabilirsi nella regione del Niagara. Tre anni dopo si è trasferito nella vicina Hamilton a causa del rumore incessante delle cascate.
Nel 1791, John Graves Simcoe ridominò la città in Stamford come quella omonima nel Regno Unito, ai giorni d'oggi il nome "Stamford" viene utilizzato per indicare una zona a nord-ovest del centro di Niagara Falls, così come Stamford Street. Durante la guerra del 1812, la battaglia di Lundy's Lane si tenne qui nel luglio del 1814. Nel 1856, il comune di Clifton era stato riconosciuto da Ogden Creighton, che prese il nome dall'omonimo centro abitato britannico. Il comune cambiò nome in quello attuale, Niagara Falls, nel 1881. Nel 1882 l'insediamento di Drummondville (vicino all'attuale angolo tra Lundy's Lane e Main Street) era stato riconosciuto come villaggio di Niagara Falls (South). Il villaggio è stato chiamato Niagara Falls South per differenziarlo dal comune. Nel 1904, il comune e il villaggio si unirono per formare la città di Niagara Falls. Nel 1963 la città venne inglobata dalla circostante Stamford Township. Nel 1970 fu istituita la municipalità regionale di Niagara, della quale Niagara Falls entrò a far parte. Ciò ha comportato all'annessione del villaggio di Chippawa, della Willoughby Township e una parte della Crowland Township nella municipalità di Niagara Falls.

## Economia
A seguito della disponibilità di grandi quantità di energia elettrica a basso prezzo, ottenuta sfruttando le acque del fiume Niagara, si svilupparono presto tante industrie, soprattutto chimiche e metallurgiche, a partire dai primi anni del XX secolo. All'inizio degli anni '70, con la crisi del settore industriale, il turismo divenne il motore dell'economia della zona e con lo sviluppo del turismo di massa ha raggiunto uno sviluppo incredibile. Nel 2002 oltre 14 milioni di turisti hanno visitato le cascate del Niagara passando e soggiornando a Niagara Falls.
La città canadese gode di un maggior afflusso rispetto all'omonima e dirimpettaia città statunitense, a causa della migliore visione delle cascate che si ha da essa rispetto alla città gemella.
Nel 1990 il governo della provincia dell'Ontario autorizzò le autorità comunali all'apertura di casinò per attrarre un numero maggiore di turisti. In seguito a questa iniziativa sono stati realizzati decine di alberghi di lusso e molte case da gioco che hanno trasformato la città in una "Las Vegas canadese". A causa del cambio conveniente con il dollaro statunitense, molti turisti statunitensi sono stati attratti dalle case da gioco. Poiché i casinò sono stati realizzati fuori dal centro cittadino, la zona centrale della città ha subito un vero e proprio decadimento e molti negozi sono ormai chiusi.

### Turismo
Il settore turistico della città è centrato attorno alle cascate del Niagara e quindi dal lago Erie e dal lago Ontario. La maggior parte delle aree adiacenti alle rive fanno parte del Parco della Regina Vittoria, sotto il controllo della Niagara Park Commission, dove sono state create varie attrazioni legate all'ambiente naturale. Allo scopo di prolungare il soggiorno dei visitatori, sono state realizzate altre attrazioni nelle zone vicine ma non strettamente legate alle cascate. Fra queste si possono annoverare casinò ed altre forme di divertimento. La penisola di Niagara è anche luogo di produzione di vini per cui sono stati realizzati percorsi e visite guidate alle cantine della zona, sempre allo scopo di incrementare l'economia locale.